# Abaco-Orchester
Das Abaco-Orchester ist ein 1988 in München gegründetes Amateur-Sinfonieorchester.

## Geschichte und Repertoire
Das Abaco-Orchester entstand 1988 aus der Initiative dreier Studenten, die an der Ludwig-Maximilians-Universität München eine Möglichkeit schaffen wollten, engagiert klassische Musik zu spielen. Der Name des Orchesters bezieht sich auf den italienischen Komponisten Evaristo Dall’Abaco (1675–1742), der den Großteil seines Lebens in München lebte und wirkte.
Das Orchester setzt sich aus bis zu über 100 Studenten verschiedener Fachrichtungen und junger Berufstätiger zusammen. Der Altersschnitt liegt bei etwa 25 Jahren. Eine Besonderheit des Orchesters ist von Beginn an, dass wichtige Entscheidungen demokratisch getroffen werden. So wird regelmäßig über die zu spielenden Werke als auch über Dirigenten abgestimmt.
Das Orchester begann unter seinem ersten Dirigenten und Mitbegründer Thomas Mandl, einem Studenten von Sergiu Celibidache, als reines Streichorchester. Bis 1991 war es zu einem vollen Sinfonieorchester angewachsen, dessen Repertoire sich im Laufe der Zeit kontinuierlich erweiterte. Ab 2011 wurden drei bis vier Programme jährlich aufgeführt. Dabei gelangten anspruchsvolle Werke zur Aufführung wie zum Beispiel Sinfonien von Beethoven (Sinfonien Nr. 4, Nr. 5 und Nr. 7), Schuberts Unvollendete, Mendelssohns Ein Sommernachtstraum, Dvořáks Sinfonie Nr. 9 (Aus der neuen Welt), die Sinfonien Nr. 1 und Nr. 3 von Brahms, Tschaikowskis Pathétique, die 5. Sinfonie sowie die 7. Sinfonie (Leningrader) von Schostakowitsch, Elgars Enigma-Variationen und Four Sea Interludes von Benjamin Britten.
Neben Konzerten in der Münchner Philharmonie am Gasteig, im Herkulessaal, im Berliner Konzerthaus und im großen Saal des Wiener Musikvereins (2017) unternahm das Orchester Konzertreisen nach Frankreich (Paris), Prag, Lausanne, Fribourg sowie Gruyère und gastierte zum Beispiel bei Festivals wie den Starnberger Musiktagen und beim Festival MúsicaMallorca.

## Dirigenten
- 1988–1991: Thomas Mandl
- 1991–1994: Julian Gibbons
- 1994–1995: Georgios Vranos
- 1995–1997  Alexander Liebreich
- 1997–1999: Alexander Briger
- 1999–2004: Markus Poschner
- 2004–2005: Volker Hiemeyer
- 2005–2008: Olivier Tardy
- 2008–2010: Ekkehard Hauenstein
- 2011–2018: Joseph Bastian
- 2018–2022: Vitali Aleskseenok
- 2022–2024: Alexander Sinan Binder
- seit 2024: Ina Stoertzenbach[2]